# Skutteröarkipelagen
Skutteröarkipelagen är ett naturreservat i Västerås kommun i Västmanlands län.
Området är naturskyddat sedan 2010 och är 241 hektar stort. Reservatet omfattar några öar i Mälaren där ön Skutterön är den största. Reservatet består av barrskogar, sumpskogar, hassellundar och lövskogar. På Skutterön och Saxgarn växer även några gamla och grova lindar och ekar.